# Красная Горка (Петриковский район)
Красная Горка (бел. Чырвоная Горка) (до 1932 года Двор Левондовского) — деревня в Челющевичском сельсовете Петриковского района Гомельской области Беларуси.

## География

### Расположение
В 40 км на северо-восток от Петрикова, 23 км от железнодорожной станции Птичь (на линии Лунинец — Калинковичи), 180 км от Гомеля.

## Транспортная сеть
Рядом автодорога Комаровичи — Копаткевичи. Планировка состоит из прямолинейной улицы, ориентированной с юго-востока на северо-запад, которая под прямым углом присоединяется к центру короткой прямолинейной улицы. Застройка неплотная, деревянная, усадебного типа.

## История
Основана в XIX веке, когда помещик Левондовский построил здесь свою усадьбу. Активная застройка относится к 1920-м годам. В 1931 году организован колхоз, работали кузница и стальмашня. Во время Великой Отечественной войны в июне 1942 года оккупанты полностью сожгли деревню и убили 25 жителей. В составе совхоза «Челющевичи» (центр — деревня Челющевичи).

## Население

### Численность
- 2021 год — 29 хозяйств, 35 жителей.

### Динамика
- 1940 год — 50 дворов, 173 жителя.
- 1959 год — житель (согласно переписи).
- 2004 год — 31 хозяйство, 64 жителя.
- 2021 год — 5 дворов, 29 зданий, 35 жителей.